# 유흔 (악평후)
유흔(劉訢, ? ~ 1년?)은 전한 말기의 제후로, 회양헌왕의 아들이다.

## 행적
양삭 2년(기원전 23년), 악평후(樂平侯)에 봉해졌으나, 정신이 미쳐버려 작위가 박탈되었다.
원수 2년(2년), 공악후(共樂侯)에 봉해졌다. 이듬해에 아들들이 열후에 봉해졌는데, 유흔의 작위를 잇지 않고 모두 다른 땅에 봉해졌다.

## 가계
- 회양헌왕 유흠
  - 악평후→공악후 유흔
    - 외황후 유어
    - 고양후 유병
    - 평륙후 유총

| 선대 (첫 봉건) | 전한의 악평후 기원전 23년 윤6월 임오일 ~ ? | 후대 (봉국 폐지) |

| 선대 (첫 봉건) | 전한의 공악후 기원전 1년 ~ 기원후 1년? | 후대 (불명) |